# Афганские полёвки
Афганские полёвки (лат. Blanfordimys) — род грызунов из семейства полевок (Cricetidae) с двумя видами, которые встречаются в Средней Азии.
Следующие виды принадлежат к этому роду: 
- Афганская полёвка (Blanfordimys afghanus), с северо-востока Ирана и Туркменистана через Афганистан в Узбекистан и Таджикистан.
- Бухарская полёвка (Blanfordimys bucharicus), в пограничном треугольнике Афганистан, Узбекистан, Таджикистан.

Вид достигает длины головы-туловища от 93 до 112 мм, длины хвоста от 20 до 30 мм и веса от 25 до 34 г. Длинный густой мех преимущественно серо-коричневого цвета с более светлой нижней стороной. У этих полевок большие глаза и маленькие округлые уши. Для этого рода характерна сильно уплощенная  Bulla tympanica.
Степи, полупустыни и горы служат жилым пространством, где можно подняться на высоту до 2200 метров над уровнем моря. Эти полевки образуют колонии и роют подземные туннельные системы глубиной примерно от 20 до 30 см. В основном они ищут еду в утренние или вечерние часы. Роды регистрировались большую часть года, за исключением жарких летних месяцев. Помет обычно состоит из 3 или 4 молодых животных. 
Оба вида занесены в список Всемирного союза охраны природы (МСОП) как не вызывающие беспокойства.